# Tre piger i Paris
Tre piger i Paris er en dansk film fra 1963, skrevet af Arvid Müller og instrueret af Gabriel Axel.

## Medvirkende
- Ghita Nørby
- Susse Wold
- Hanne Borchsenius
- Dirch Passer
- Paul Hagen
- Erling Schroeder
- Gabriel Axel